# Mactra westralis
Mactra westralis is een tweekleppigensoort uit de familie van de Mactridae. De wetenschappelijke naam van de soort is voor het eerst geldig gepubliceerd in 1990 door Lamprell & Whitehead.